# Courant Institute of Mathematical Sciences

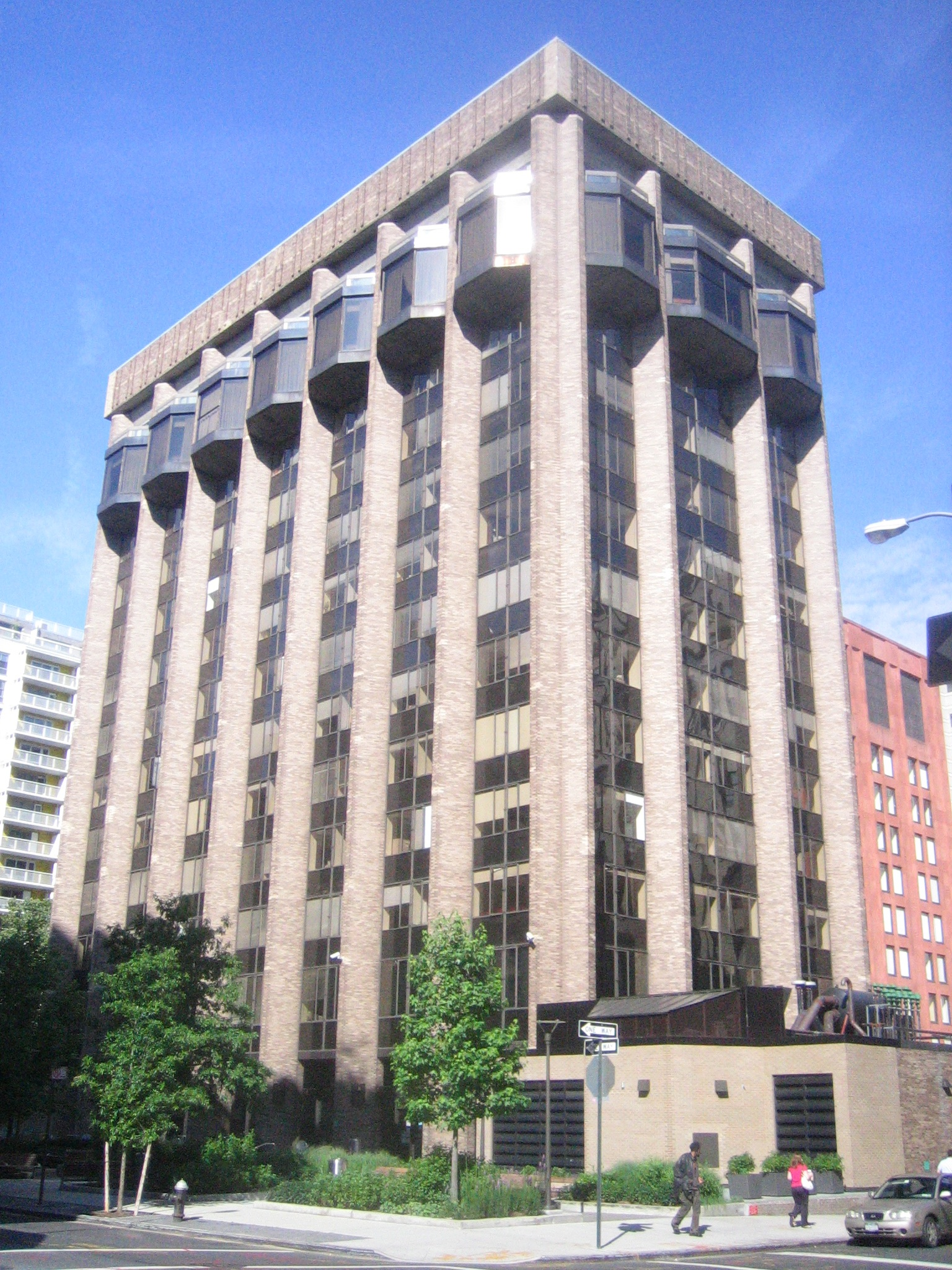
Courant Institute

Het Courant Institute of Mathematical Sciences (CIMS) is een zelfstandig onderdeel van New York University (NYU). Het instituut valt onder de faculteit Arts & Science en fungeert als een centrum voor onderzoek en voortgezette opleiding in de informatica en wiskunde. De directeur van het Courant Institute rapporteert rechtstreeks aan de provoost en president van New York University en werkt nauw samen met hoofden van andere colleges en divisies van NYU.
Het Courant Institute is vernoemd naar Richard Courant, een van de oprichters van het Courant Institute, die van 1936 tot 1972 hoogleraar wiskunde aan New York University was.

## Voetnoten
1. ↑  https://www.cims.nyu.edu/about/courant.html